# ハリヤーナー州

ハリヤーナー州（ハリヤーナーしゅう、Haryana、ヒンディー語：हरियाणा、パンジャーブ語：ਹਰਿਆਣਾ、IPA：[hərɪjaːɳaː]）はインドを構成する州の一つ。州都はチャンディーガル（パンジャーブ州の州都、および連邦直轄領も兼ねる）。人口は25,353,081人（2011年）、面積は44,212km²。グルガオンやファリーダーバードといった都市を擁する。

## 歴史
この地域の歴史は、シンドゥ七大河のひとつサラスヴァティー川（ガッガル・ハークラー川）河岸にインダス文明（紀元前2600年 - 紀元前1800年）が勃興したことに遡る。ヴェーダ期（紀元前1700年 - 紀元前1100年）には、この地でリグ・ヴェーダの讃歌が作られた。マハーバーラタのクルクシェートラの戦いの舞台となったクルクシェートラもハリヤーナーの都市である。
1966年にパンジャーブ州から分離した。

## 経済
2019年のGDPは7兆8000億ルピー（980億ドル）であり、一人当たりGDPは247,628ルピー（3,537ドル）で第5位。

### 産業
- ホンダ・モーターサイクル・アンド・スクーター・インディア

## 地理
北はパンジャーブ州とヒマーチャル・プラデーシュ州、西と南はラージャスターン州に接する。東はヤムナー川を境としてウッタラーカンド州とウッタル・プラデーシュ州に接している。また、ハリヤーナー州はデリーを三方から囲んでいる。

## 地方行政区分
【en:Ambala division】
1. アンバーラー県（英語版） (Ambala District)
2. カイタル県（英語版） (Kaithal District)
3. クルクシェートラ県（英語版） (Kurukshetra District)
4. パンチクラー県（英語版） (Panchkula District)
5. ヤムナーナガル県（英語版） (Yamuna Nagar District)

【en:Gurgaon division】
1. ファリーダーバード県（英語版） (Faridabad District)
2. en:Palwal district
3. グルガーオン県（英語版） (Gurgaon District)
4. マヘーンドラガル県（英語版） (Mahendragarh District)
5. メワット県（英語版） (Mewat District)
6. レーワーリー県（英語版） (Rewari District)

【en:Hisar division】
1. ビワーニー県（英語版） (Bhiwani District)
2. ファテーハーバード県（英語版） (Fatehabad District)
3. ジンド県（英語版） (Jind District)
4. ヒサール県（英語版） (Hisar District)
5. スィルサー県（英語版） (Sirsa District)

【en:Rohtak division】
1. ジャッジャル県（英語版） (Jhajjar District)
2. カルナール県（英語版） (Karnal District)
3. パーニーパット県（英語版） (Panipat District)
4. ロータク県（英語版） (Rohtak District)
5. ソーニーパット県（英語版） (Sonipat District)

### 主要都市
- アンバーラー
- カールカー（英語版）（en:Kalka railway station）・・・カールカー＝シムラー鉄道
- クルクシェートラ
- グルグラム
- ソーニーパト
- チャンディーガル（州都）※パンジャーブ州の州都も兼任しているが、チャンディーガル連邦直轄領であり、行政上どちらの州からも連邦直轄領として独立している。
- パーニーパット
- ハサンプル
- ファリーダーバード
- マーネーサル
- レーワーリー

## 住民

### 民族
ジャート族（Jat Hindus、en:Jatt Sikh、en:Jat Muslim）、en:Saraiki people、en:Ahir。

### 言語
ヒンディー語、パンジャーブ語、ウルドゥー語。

### 宗教
ヒンドゥー教、ムスリム（スーフィズム）、シク教徒、ジャイナ教、キリスト教（en:Christianity in India）等。